# Bibliothèque numérique de Roubaix
La BN-R est la bibliothèque numérique de la Ville de Roubaix. Elle est consultable sur Internet, à l'adresse www.bn-r.fr, et propose l'accès à près de 47 000 documents numérisés concernant l'histoire de Roubaix : cartes postales, affiches, photographies, manuscrits, mais aussi archives, palmarès du Conservatoire de musique, et lettres à en-tête des industries et commerces roubaisiens.

## Un peu d'histoire: la naissance de la BN-R
Le projet de la BN-R trouve son origine dans l’obtention par la ville de Roubaix, en 2001, du Label « Ville d’art et d’histoire ».
La volonté de valoriser et de faire connaître le patrimoine roubaisien, par le biais d’une bibliothèque numérique s’ensuit. Elle aura pour vocation de « rassemble[r] tous les documents ayant trait à l’histoire et la mémoire de Roubaix, et [de] s’adresse[r] à tous les publics ». 
Dès l’origine, il existe une volonté d’associer à ce projet toutes les structures culturelles de la ville : à la fois la Médiathèque, qui, pour des raisons pratiques, coordonne et gère la bibliothèque numérique, mais aussi les Archives municipales, le Conservatoire à rayonnement départemental musique, danse et théâtre, ou encore le Musée La Piscine et l’Observatoire urbain (aujourd’hui Centre de documentation locale, rattaché à la Médiathèque).
Le projet voit ainsi le jour dès 2005, mais est rapidement confronté à la question des financements. 
En 2007, à la faveur du centenaire de la naissance de Maxence Van der Meersch, et du don de ses archives à la ville de Wasquehal par sa fille, émerge donc l’idée de s’inscrire dans cette actualité locale pour impulser le projet de la bibliothèque numérique. 
Un accord est alors passé : la Ville de Wasquehal accepte de prêter le fonds d’archives de Maxence Van der Meersch à la Ville de Roubaix, qui propose de les numériser afin de les mettre en ligne. C’est ainsi qu’en 2006 le projet de la Bibliothèque numérique de Roubaix obtient des financements du Ministère de la Culture, dans le cadre de la Mission recherche et technologie.
S’ensuit une phase de constitution des équipes, et du comité de pilotage, avec la désignation des référents dans les structures partenaires, afin de commencer le travail de concertation et de sélection des documents à mettre en ligne en priorité.
Le but premier de la BN-R étant de cibler le grand public, il faut en effet choisir des documents attractifs, susceptibles d’intéresser les habitants de la ville, mais aussi les touristes. C’est ainsi que s’opère une première sélection. Pour la Médiathèque, on met en avant les lettres à en-tête et les Archives Van der Meersch ; pour le Conservatoire, c’est une partie du fonds de la partothèque ; l’Observatoire urbain valorise les journaux de quartier ; les Archives municipales et le Musée La Piscine proposent un florilège de pièces remarquables.
La Bibliothèque numérique de Roubaix est finalement inaugurée le 23 mai 2008. Elle compte alors 16 000 images numérisées (elle en compte 47 000 au 1er juillet 2010).

## Le fonctionnement technique de la BN-R et le circuit du document
La première étape est celle de la numérisation. Elle se fait soit à la Médiathèque, soit dans une des structures partenaires, soit parfois en externe (formats trop grands, supports fragiles…). 
La numérisation se fait en haute définition, car le souhait était de privilégier la plus grande fidélité par rapport au document original. Ainsi, les documents sont numérisés en mode image, les bordures des pages sont apparentes, ainsi que les défauts éventuels des originaux. La numérisation a été effectuée pour la plupart des documents en TIFF 300 dpi, en couleur 24 bits. (600 dpi pour les manuscrits médiévaux). En revanche, l’affichage en ligne sur le site est limité à la basse définition (les fichiers Jpeg de consultation sur le site sont en 72 dpi), pour limiter l’utilisation abusive des images tout en gardant le visuel du document original.
Les images sont ensuite sauvegardées sur disque dur externe, puis envoyées au prestataire qui gère le serveur et le site web.
On procède alors à la rédaction des notices des documents, qui sont catalogués en XML EAD. Les notices sont ensuite vérifiées et validées, puis envoyées également sur le serveur du prestataire. Il se charge ensuite de transformer automatiquement le format d’image et de rattacher la notice à l’image correspondante, puis de les mettre en ligne. 
Il y a enfin une dernière phase de vérification, celle de l’affichage et de la visualisation des documents tels qu’ils apparaissent sur le site.

## L’interface de la BN-R
Le site Internet de la BN-R propose plusieurs modalités de consultation des fonds. 
Afin de permettre aux novices et curieux de déambuler sur le site, il est possible de  découvrir les documents par quatre type d’entrées : Recherche par thème, Recherche par collection, Recherche par période chronologique, Recherche dans le Plan de Roubaix. Ces rubriques permettent de prendre connaissance du fonds à travers plusieurs filtres, plusieurs modes de classement.
Le site propose également la possibilité de faire une recherche par mots-clés, soit en recherche simple, soit en recherche approfondie.
Les résultats s’affichent en mosaïque, avec la visualisation de l’image sous la forme d’une vignette. En cliquant sur une des images, s’affichent alors le détail de la notice et l’image en format normal. 
On peut ensuite activer le mode zoom, qui permet de visualiser les détails de l’image en gros plan. On a également la possibilité de télécharger l’image, quasiment tous les documents de la BN-R étant libres de droits ou les droits étant détenus par la Ville de Roubaix.

## Le fonds
La Bibliothèque numérique de Roubaix possède un fonds très riche, de 47000 images numérisées. On y trouve aussi bien des cartes postales, des affiches, des photos, que des documents d'archives, des manuscrits médiévaux, ou encore le remarquable fonds de Maxence van der Meersch.
Ce fonds très riche est d'ailleurs depuis le 21 juin 2010 accessible depuis la prestigieuse bibliothèque numérique de la BNF, Gallica. Grâce au protocole OAI-PMH, la BN-R est en effet moissonnable par d'autres interfaces de recherche. Elle est ainsi également consultable depuis le « Catalogue of digitized medieval manuscripts » de l'Université de Californie, notamment.
Les critères de sélection des documents susceptibles d'entrer dans le fonds sont les suivants : 
- Tous les documents concernent l'histoire de Roubaix
- Ils sont libres de droits ou les droits d'auteur appartiennent à la Ville de Roubaix.
- Ils couvrent toutes les époques (du Moyen Âge au XXIe siècle)
- Ils concernent toutes les thématiques (vie politique, vie culturelle, sociale, économique...)
- Aucun type de document n'est a priori exclu (y compris enregistrement sonore ou audiovisuel). Mais dans un premier temps, les documents écrits et graphiques ont été privilégiés (manuscrits, imprimés, journaux, photographies, cartes postales, plans...)
- La numérisation concerne des fonds cohérents et complets.

## Liens utiles
- Bibliothèque numérique de Roubaix
- Ville de Roubaix
- Médiathèque de Roubaix
- Musée La Piscine